# Yuki Kawamura

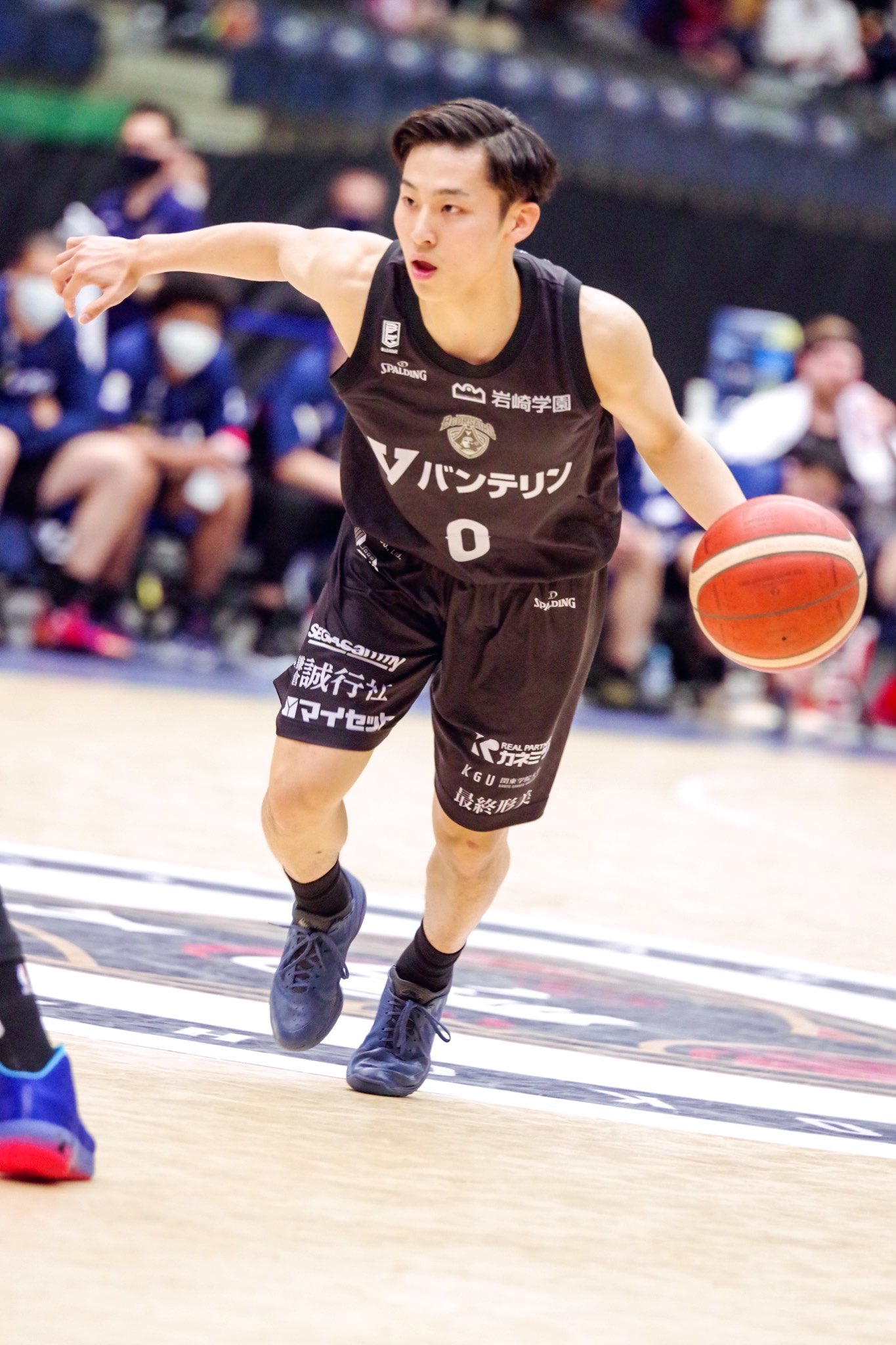
Yuki Kawamura, 2021.

Yuki Kawamura, japanska: 河村勇輝; Kawamura Yūki, född 2 maj 2001 i Yanai, är en japansk professionell basketspelare (PG) som spelar för Chicago Bulls i National Basketball Association (NBA). Han har tidigare spelat för Memphis Grizzlies.
Kawamura har också spelat som proffs i Japan.
Han deltog också vid de olympiska sommarspelen 2024 i Paris, där han var med och spelade för det japanska basketlandslaget.
Kawamura blev aldrig NBA-draftad.